# Production I.G
A Production I.G (株式会社プロダクション・アイジー; Kabusikigaisa Purodakuson Ai Dzsí; Hepburn: Kabushikigaisha Purodakushon Ai Jī) japán animestúdió és termelési vállalkozás, melyet 1987. december 15-én, Muszasinóban alapított Isikava Micuhisza.
A Production I.G számos televíziós animesorozat, OVA és animációs mozifilm készítésében működött közre, illetve videójátékok tervezésében és fejlesztésében, valamint zeneműkiadásban is részt vett. Jelentősebb munkáik között tartják számon a Guilty Crown, a Psycho-Pass, a Higasi no Eden és a Ghost in the Shell sorozatokat. A vállalat nyitóképsorok és egyéb grafikák készítése révén a videójáték-iparban is ismert, ahol olyan címeken dolgoztak mint a Namco Tales Studio Tales of Symphonia című szerepjátéka.
Ők készítették a The Ninth Jedi című kisfilmet a Star Wars: Visionshöz.
A cég nevében szereplő „I” és „G” betűk a vállalat alapítóinak, Isikava Micuhisza és Goto Takajuki népszerű szereplőtervező nevére vezethető vissza. A vállalat az Association of Japanese Animations (AJA) tagja, ami egy több mint 50 animestúdiót magába foglaló szervezet.